# Selección de baloncesto de Brasil
La selección de baloncesto de Brasil (en portugués: Seleção Brasileira de Basquetebol) es el equipo formado por jugadores de nacionalidad brasileña que representa a la Confederação Brasileira de Basketball (CBB) en las competiciones internacionales organizadas por la Federación Internacional de Baloncesto (FIBA), el Comité Olímpico Internacional (COI) y la FIBA Américas.
La selección de Brasil es una de las potencias del continente americano. Es el único equipo, además de Estados Unidos, que ha aparecido en todas las Copas del Mundo de Baloncesto FIBA, desde que se celebró por primera vez en 1950.
A lo largo de su historia, la selección brasileña ha ganado dos medallas de oro en la Copa Mundial FIBA (1959 y 1963), tres medallas de bronce en los Juegos Olímpicos (1948, 1960 y 1964), cuatro medallas de oro en el Campeonato FIBA Américas (1984, 1988, 2005 y 2009), y seis medallas de oro en los Juegos Panamericanos (1971, 1987, 1999, 2003, 2007 y 2015). Además, fue dieciocho veces campeona del Torneo Sudamericano, siendo la Selección que más veces lo obtuvo. 

## Historia

### Primeros pasos
El baloncesto fue introducido inicialmente en Brasil por el profesor Augusto Shaw en 1896. En 1912, comenzó a organizar el primer torneo estatal y en 1922 la primera selección nacional hizo su debut en partidos contra Argentina y Uruguay. Como en el caso del fútbol, Sudamérica inicialmente estuvo por delante del resto del mundo y en 1930 se celebró la primera edición del Campeonato Sudamericano FIBA. En esa década, el baloncesto brasileño fue apoyado por clubes de fútbol profesionales, para incluirlo como una nueva sección deportiva, aunque de carácter amateur. Posteriormente, estos clubes se profesionalizaron y apoyaron a la selección nacional con jugadores de talla mundial.

### Éxito inicial a pesar de las limitaciones presupuestarias
En los años siguientes, Brasil se convirtió en un habitual de las principales competiciones internacionales. Su equipo de baloncesto participó en el primer torneo oficial de baloncesto en los Juegos Olímpicos de Berlín 1936. En 1939 se celebró en Río de Janeiro el primer campeonato continental. En los años 40, el baloncesto fue calando en más capas de la sociedad y abandonó el estigma elitista. El deporte recibió el máximo galardón en los Juegos Olímpicos de Londres 1948. Allí, contra todo pronóstico, el equipo dirigido por Moacyr Daiuto (1915-1994) logró alcanzar la medalla de bronce. El equipo registró seis victorias consecutivas hasta que se detuvo debido a la derrota en semifinales ante Francia (33-43). En el partido por la medalla de bronce, Brasil venció a México (52–47). Se las arreglaron para contar con diez jugadores aficionados. La concentración del preolímpico de Brasil fue muy pobre en recursos. Después de su largo viaje a Londres, el equipo quedó asombrado al ver cómo practicaba el equipo estadounidense: cada jugador con un balón. Brasil sólo tuvo dos para todo el equipo.

### La era Kanela
Uno de los pilares fundamentales del baloncesto brasileño fue la audacia de sus entrenadores. El "padre" de todos ellos es Togo Renan Soares, "Kanela" (apodado así por su espeso pelo blanco). Trabajando a la sombra del gigante del fútbol, Kanela (1906-1992) entendió que el baloncesto sumaría más seguidores si tan sólo pudiera ofrecer nuevas emociones. Su objetivo era involucrar a los medios influyentes, por lo que el juego se concibió como un espectáculo basado en su dinamismo y estética. La fórmula funcionó. Además de la selección nacional, entrenó al Flamengo, que encadenó diez títulos consecutivos en el Campeonato Estatal de Río de Janeiro (1951-1960). Nacido en João Pessoa, Paraíba, también fue entrenador de fútbol, remo y waterpolo. En su juventud estudió en un colegio militar. Sus largos entrenamientos se alternaban con un tono de enseñanza autoritario.

### Ascenso al dominio global
El imparable ascenso del baloncesto se confirmó en el segundo Campeonato Mundial de Río en 1954. La selección brasileña, entrenada por Kanela, llegó invicta a la final y se proclamó subcampeona tras perder ante la potencia hegemónica mundial del baloncesto estadounidense. La selección brasileña contaba con jugadores experimentados que ganaron la medalla de bronce en los Juegos Olímpicos de Londres 1948, y apoyado con la llegada de dos jóvenes. Estos jóvenes eran Amaury Pasos y Wlamir Marques, de 18 y 17 años, respectivamente. La apuesta del visionario Kanela daría tremendos réditos en años posteriores.
Irónicamente, el salto del jugador brasileño se produjo cuando el equipo estaba formado por aficionados dispuestos y entusiastas. Estos deportistas, que se iniciaron en el juego de forma casi autodidacta, imitaron a los jugadores de baloncesto estadounidenses que habían recorrido el país. El arduo trabajo de Kanela consistió en darles a estos jugadores los fundamentos básicos y luego enseñarles conceptos de equipo. Amaury y Wlamir fueron sus alumnos más exitosos. Especialmente sus tiros en suspensión deslumbraron en el Mundial FIBA 54. "Su gol fue inteligente y técnicamente perfecto". afirmó el periodista brasileño Fábio Balassiano.
Antes de jugar baloncesto, Amaury, que medía 1,91 m (6'3"), había practicado natación, atletismo y voleibol, lo que le proporcionó mucha capacidad atlética. Amaury comenzó su carrera jugando como un típico pívot y ala-pívot, pero luego aprendió jugar lejos de la canasta, como base. Su compañero, Wlamir, era otro excorredor en pista. Con una altura de 1,85 m (6'1"), Wlamir era un gran tirador, tenía un gran manejo del balón, una enorme agilidad y capacidad de salto, lo que también le ayudó a convertirse en un excelente reboteador. Amaury y Wlamir encajan bien en el sistema de Kanela: ritmo rápido, transiciones rápidas y plena confianza en los tiradores exteriores.
Después de tres meses de intensa preparación en una base de la marina, Brasil se presentó en el Campeonato Mundial FIBA de 1959, en Chile, como candidato al podio. Además de Estados Unidos (con un equipo compuesto por jugadores de la fuerza aérea), surgió un rival muy duro que había estado ausente en el torneo anterior: la Unión Soviética, campeona del EuroBasket de 1957 y medallista de plata en los Juegos Olímpicos de 1956. Kanela tuvo la siguiente alineación titular: Amaury Pasos como base, Wlamir Marques y el veterano Algodão de 33 años como laterales; y Waldemar Blatskauskas y Edson Bispo como ala-pívot y pívot. Para completar su rotación de 7 jugadores, Kanela jugó principalmente con sus jugadores de banco, el alero Jatyr Schall y el base Pecente Fonseca. También hubo algunos minutos para el joven delantero Rosa Branca, que era un gran manejador del balón, y que luego recibió una oferta para incorporarse a los Harlem Globetrotters.
En la primera fase, victorias sobre Canadá (69–52) y México (78–50), y derrota contra la Unión Soviética (64–73). Brasil comenzó la fase final del torneo venciendo a Taiwán (94–76) y Bulgaria (62–53). Nuevamente los brasileños se toparon con los soviéticos (63-66), que impusieron su estilo académico y la talla de jugadores como Jānis Krūmiņš (2,18 m). En aquel choque, Kanela mostró su lado más irascible al agredir a un árbitro. Después de un nuevo triunfo sobre Puerto Rico (99-71), una carambola diplomática devolvió la posibilidad de recuperar el título a Brasil: la Unión Soviética, aliada de China, se negó a jugar contra Taiwán (en aquel momento Formosa), perdiendo así el partido. Brasil dependía de sí mismo y no fracasó. Victoria histórica sobre Estados Unidos (81–67, con 26 puntos de Wlamir) y, en la última jornada, exhibición ante Chile (73–49). Brasil alcanzó la cima del baloncesto mundial. Los carismáticos Amaury y Wlamir alcanzaron a Pelé y Garrincha.

### Mayores éxitos del baloncesto brasileño
El periodo que comprende entre el año 1950 y el 1978 es el de mayor esplendor del baloncesto brasileño. En los primeros 8 mundiales disputados, Brasil se subió hasta seis veces al podio, ganando los mundiales de 1959 y 1963, además de ganar 3 medallas de bronce en Juegos Olímpicos. Alguno de los jugadores más importantes de estos hitos son Amaury Pasos, Ubiratan Pereira Maciel, Wlamir Marques, (partícipes de hasta cuatro preseas mundialistas), Carlos Domingos Massoni, Zenny de Azevedo, Carmo de Souza, y Jatyr Eduardo Schall. También es de destacar a Marcel de Souza y Oscar Schmidt, que aunque no fueron tan prolíficos en cuanto a medallas, tienen el récord compartido de participaciones en mundiales el primero y de juegos olímpicos el segundo.

### Años recientes
En 2012, los mejores jugadores de Brasil incluyeron: Anderson Varejão, Tiago Splitter, Leandro Barbosa, Nenê, Marcelinho Huertas, Alex García, Guilherme Giovannoni, Marcelinho Machado y Marquinhos Vieira. Brasil tiene cuatro jugadores de la NBA en 2021: Cristiano Felício (Chicago Bulls), Anderson Varejão (Cleveland Cavaliers), Raulzinho Neto (Washington Wizards) y Didi Louzada (New Orleans Pelicans).

## Plantilla
- Lista de jugadores convocados que disputaron la Copa Mundial de Baloncesto de 2023.[2]

| Brasil                       | Brasil             | Brasil | Brasil | Brasil | Brasil                  |
| Num                          | Jugador            | Pos    | Altura | Edad   | Equipo                  |
| ---------------------------- | ------------------ | ------ | ------ | ------ | ----------------------- |
| 2                            | Yago dos Santos    | B      | 1,78 m | 24     | Crvena Zvezda           |
| 6                            | Cristiano Felicio  | P      | 2,06 m | 31     | Covirán Granada         |
| 8                            | Vítor Benite       | E      | 1,94 m | 33     | Zunder Palencia         |
| 9                            | Marcelinho Huertas | B      | 1,91 m | 40     | Lenovo Tenerife         |
| 10                           | Tim Soares         | AP     | 2,11 m | 26     | Nagoya Diamond Dolphins |
| 11                           | Gui Santos         | E      | 1,97 m | 21     | Santa Cruz Warriors     |
| 14                           | Léonardo Meindl    | A      | 2,01 m | 30     | Alvark Tokyo            |
| 19                           | Raulzinho Neto     | B      | 1,85 m | 31     | Fenerbahçe              |
| 23                           | Felipe Dos Anjos   | P      | 2,18 m | 25     | Morabanc Andorra        |
| 32                           | Georginho de Paula | B      | 1,96 m | 27     | Ratiopharm Ulm          |
| 50                           | Bruno Caboclo      | AP     | 2,06 m | 27     | Umana Reyer Venezia     |
| 99                           | Lucas Dias         | A      | 2,07 m | 28     | Franca                  |
| Entrenador: Gustavo de Conti |                    |        |        |        |                         |

## Partidos

### Próximos encuentros
| Fecha                    | Ciudad            | Competición                | Local           |                            | Resultado |                                    | Visitante            |
| ------------------------ | ----------------- | -------------------------- | --------------- | -------------------------- | --------- | ---------------------------------- | -------------------- |
| 25 de agosto de 2022     | San Juan          | Clasificación Mundial 2023 | Puerto Rico     | Bandera de Puerto Rico     | 75:72     | Bandera de Brasil                  | Brasil               |
| 29 de agosto de 2022     | Jaraguá do Sul    | Clasificación Mundial 2023 | Brasil          | Bandera de Brasil          | 72:82     | Bandera de México                  | México               |
| 2 de septiembre de 2022  | Recife            | FIBA AmeriCup 2022         | Brasil          | Bandera de Brasil          | 72:63     | Bandera de Canadá                  | Canadá               |
| 3 de septiembre de 2022  | Recife            | FIBA AmeriCup 2022         | Colombia        | Bandera de Colombia        | 60:100    | Bandera de Brasil                  | Brasil               |
| 5 de septiembre de 2022  | Recife            | FIBA AmeriCup 2022         | Brasil          | Bandera de Brasil          | 76:66     | Bandera de Uruguay                 | Uruguay              |
| 8 de septiembre de 2022  | Recife            | FIBA AmeriCup 2022         | Brasil          | Bandera de Brasil          | 80:68     | Bandera de la República Dominicana | República Dominicana |
| 10 de septiembre de 2022 | Recife            | FIBA AmeriCup 2022         | Brasil          | Bandera de Brasil          | 86:76     | Bandera de Canadá                  | Canadá               |
| 11 de septiembre de 2022 | Recife            | FIBA AmeriCup 2022         | Brasil          | Bandera de Brasil          | 73:75     | Bandera de Argentina               | Argentina            |
| 11 de noviembre de 2022  | Washington        | Clasificación Mundial 2023 | Estados Unidos  | Bandera de Estados Unidos  | 79:94     | Bandera de Brasil                  | Brasil               |
| 14 de noviembre de 2022  | Chihuahua         | Clasificación Mundial 2023 | México          | Bandera de México          | 56:102    | Bandera de Brasil                  | Brasil               |
| 23 de febrero de 2023    | Santa Cruz do Sul | Clasificación Mundial 2023 | Brasil          | Bandera de Brasil          | 90:92     | Bandera de Puerto Rico             | Puerto Rico          |
| 26 de febrero de 2023    | Santa Cruz do Sul | Clasificación Mundial 2023 | Brasil          | Bandera de Brasil          | 83:76     | Bandera de Estados Unidos          | Estados Unidos       |
| 26 de agosto de 2023     | Yakarta           | Copa Mundial 2023          | Irán            | Bandera de Irán            | 59:100    | Bandera de Brasil                  | Brasil               |
| 28 de agosto de 2023     | Yakarta           | Copa Mundial 2023          | Brasil          | Bandera de Brasil          | 78:96     | Bandera de España                  | España               |
| 30 de agosto de 2023     | Yakarta           | Copa Mundial 2023          | Costa de Marfil | Bandera de Costa de Marfil | 77:89     | Bandera de Brasil                  | Brasil               |
| 1 de septiembre de 2023  | Yakarta           | Copa Mundial 2023          | Canadá          | Bandera de Canadá          | 65:69     | Bandera de Brasil                  | Brasil               |
| 3 de septiembre de 2023  | Yakarta           | Copa Mundial 2023          | Brasil          | Bandera de Brasil          | 84:104    | Bandera de Letonia                 | Letonia              |
| 31 de octubre de 2023    | Santiago          | Juegos Panamericanos 2023  | México          | Bandera de México          | 54:74     | Bandera de Brasil                  | Brasil               |
| 1 de noviembre de 2023   | Santiago          | Juegos Panamericanos 2023  | Brasil          | Bandera de Brasil          | 94:43     | Bandera de Chile                   | Chile                |
| 2 de noviembre de 2023   | Santiago          | Juegos Panamericanos 2023  | Brasil          | Bandera de Brasil          | 72:69     | Bandera de Puerto Rico             | Puerto Rico          |
| 3 de noviembre de 2023   | Santiago          | Juegos Panamericanos 2023  | Brasil          | Bandera de Brasil          | 77:84     | Bandera de Venezuela               | Venezuela            |

## Entrenadores
| - Fred Charles Brown: 1930 - Ângelo Mônaco: 1934 - Arthur Silva Araújo: 1935 - Arno Frank: 1936 - Jayme da Costa Chacon: 1937–1938 - Arno Frank: 1939 - Ângelo Mônaco: 1940 - José Vaz: 1941 - Octacílio de Souza Braga: 1942–1947 - Moacyr Brondi Daiuto: 1948 - José Simões Henriques: 1949 - Moacyr Brondi Daiuto: 1950 - Togo Renan Soares: 1951 - Manoel Pitanga: 1952 - José Simões Henriques: 1953 - Togo Renan Soares: 1954 - José Simões Henriques: 1955 |  | - Ruy de Freitas: 1955 - Mário Amândio Duarte: 1956 - Togo Renan Soares: 1957–1963 - Renato Brito Cunha: 1964–1965 - Ary Ventura Vidal: 1966 - Togo Renan Soares: 1967 - Édson Bispo: 1967 - Renato Brito Cunha: 1968 - José Fernandes Tude Sobrinho: 1969 - Togo Renan Soares: 1970–1971 - Pedro Murilla Fuentes: 1972 - Édson Bispo: 1971–1976 - Ary Ventura Vidal: 1977–1979 - Cláudio Mortari: 1980–1981 - José Edvar Simões: 1982–1983 - Renato Brito Cunha: 1983–1984 - Ary Ventura Vidal: 1985–1988 |  | - Hélio Rubens Garcia: 1989–1990 - José Medalha: 1991–1992 - Ênio Ângelo Vecchi: 1993–1994 - Ary Ventura Vidal: 1995–1996 - Hélio Rubens Garcia: 1997–2002 - Lula Ferreira: 2003–2007 - Moncho Monsalve: 2008–2010 - Paulo Teixeira Sampaio: 2008 - João Marcelo Leite: 2010 - Rubén Magnano: 2010–2016 - Gustavo de Conti: 2012 - José Neto: 2014 - Gustavo de Conti: 2016 - César Guidetti: 2017 - Aleksandar Petrović: 2017–2021 - Gustavo de Conti: 2021–2024 - Aleksandar Petrović: 2024–presente |

## Jugadores destacados

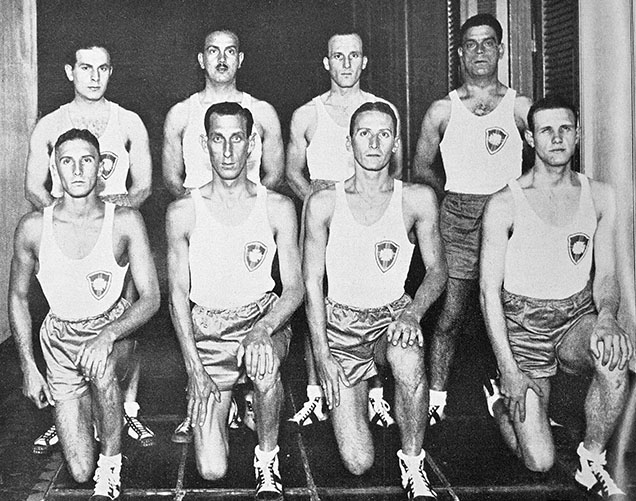
La selección brasileña en la revista argentina El Gráfico, en 1934.

| - Aloysio Ramos - Accioly Netto - Américo Montanarini - Armando Albano - Ary dos Santos Furtado - Carmino de Pilla - Luiz Barros Nunes - José Zelaya - Miguel Martínez Lopes - Nelson Monteiro de Souza - Waldemar Gonçalves - Amaury Pasos - Angelo Bonfietti - Alfonso de Azevedo Évora - Alberto Marson - Alexandre Gemignani - Alfredo da Motta - Marcus Vinícius Dias - Massinet Sorcinelli - Nilton de Oliveira - Ruy de Freitas - Zenny de Azevedo - Wlamir Marques - Waldyr Geraldo Boccardo - Carmo de Souza - Jatyr Eduardo Schall - Waldemar Blatskauskas - João Francisco Bráz - Luiz Cláudio Menon |  | - Victor Mirshauswka - Friedrich Braun - Emil Rached - Ary Ventura Vidal - Washington Joseph - Radvilas Kasimiras Gouraskas - Marcos Antonio Abdalla Leite - Oscar Schmidt - Gerson Victalino - Eduardo Nilton Agra Galvão - Israel Campello Andrade - Marcelo Vido - Milton Setrini Júnior - Nilo Martins Guimarães - Ricardo Cardoso Guimarães - Sílvio Malvezi - André Guimarães Fonseca - Antonio Nogueira - Aristides dos Santos - Caio César da Silveira - Caio de Mello Cazziolatto - Carlos Henrique do Nascimento - Antonio Carlos Barbosa - Marcel Ramon - Adilson de Freitas Nascimento - Francisco García - Hélio Rubens García - Carlos Domingos Massoni - Antônio Salvador Sucar |  | - Ubiratan Pereira Maciel - Luis Felipe Gruber - José Aparecido dos Santos - José Edvar Simões - José Geraldo de Castro - João Vianna - Joélcio Joerke - Wilson Kuhn - Marcelo Machado - Alex Garcia - Vanderlei Mazzuchini Jr. - Tiago Splitter - Sandro Varejão - Demétrius Conrado Ferraciú - Hélio Rubens Garcia - Anderson Varejão - Nenê - Guilherme Giovannoni - Leandro Barbosa - Rogério Klafke - Rafael Araújo - Caio Torres - Marcelinho Huertas - Marcus Vinicius - Rafael Hettsheimeir - Marcus Vinicius Toledo - Paulão Prestes - Vítor Faverani - Augusto Lima |  |

## Plantillas anteriores
- Juegos Olímpicos 1948: finalizó 3°  de 23 equipos.

Alfonso de Azevedo Évora, Alberto Marson, Alexandre Gemignani, Alfredo Rodrigues da Motta, João Francisco Bráz, Marcus Vinícius Dias, Massinet Sorcinelli, Nilton Pacheco de Oliveira, Ruy de Freitas, Zenny de Azevedo. Entrenador: Moacyr Daiuto
- Campeonato Mundial 1954: finalizó 2°  de 12 equipos.

Zenny de Azevedo, Hélio Marques Pereira, Wlamir Marques, Ângelo Bonfietti, Almir Nelson de Almeida, Wilson Bombarda, Jamil Gedeão, Alfredo da Mota, Thales Monteiro, Mayr Facci, José Henrique de Carli, Amaury Pasos, Mario Jorge da Fonseca Hermes, Fausto Sucena Rasga. Entrenador: Togo Renan Soares
- Campeonato Mundial 1959: finalizó 1°  de 13 equipos.

Zenny de Azevedo, Amaury Pasos, Wlamir Marques, Waldyr Geraldo Boccardo, José Maciel Senra, Fernando Pereira de Freitas, Carmo de Souza, Jatyr Eduardo Schall, Edson Bispo dos Santos, Otto Phol da Nobrega, Pedro Vicente da Fonseca, Waldemar Blatskauskas. Entrenador: Togo Renan Soares
- Juegos Olímpicos 1960: finalizó 3°  de 16 equipos.

Edson Bispo dos Santos, Moysés Blás, Waldemar Blatskauskas, Zenny de Azevedo, Carmo de Souza, Carlos Domingos Massoni, Waldyr Geraldo Boccardo, Wlamir Marques, Amaury Pasos, Fernando Pereira de Freitas, Antônio Salvador Sucar, Jatyr Eduardo Schall. Entrenador: Togo Renan Soares
- Campeonato Mundial 1963: finalizó 1°  de 13 equipos.

Amaury Pasos, Wlamir Marques, Ubiratan Pereira Maciel, Carlos Domingos Massoni, Benedito Cícero Tortelli, Carmo de Souza, Jatyr Eduardo Schall, Luiz Cláudio Menon, Antônio Salvador Sucar, Victor Mirshauswka, Waldemar Blatskauskas, Friedrich Braun. Entrenador: Togo Renan Soares
- Juegos Olímpicos 1964: finalizó 3°  de 16 equipos.

Amaury Pasos, Wlamir Marques, Ubiratan Pereira Maciel, Carlos Domingos Massoni, Friedrich Braun, Carmo de Souza, Jatyr Eduardo Schall, Edson Bispo dos Santos, Antônio Salvador Sucar, Victor Mirshauswka, Sérgio de Toledo Machado, José Edvar Simões. Entrenador: Renato Brito Cunha
- Campeonato Mundial 1967: finalizó 3°  de 13 equipos.

Amaury Pasos, Sérgio de Toledo Machado, Ubiratan Pereira Maciel, César Augusto Sebba, Hélio Rubens García, José Luiz Olaio Neto, Jatyr Eduardo Schall, Luiz Cláudio Menon, Antônio Salvador Sucar, José Edvar Simões, Emil Rached, Carlos Domingos Massoni. Entrenador: Togo Renan Soares
- Campeonato Mundial 1970: finalizó 2°  de 13 equipos.

Marcos Antônio Abdalla Leite, Wlamir Marques, Ubiratan Pereira Maciel, Sérgio de Toledo Machado, Hélio Rubens García, Carmo de Souza, José Aparecido dos Santos, Luiz Cláudio Menon, Pedro Ferrer Cardoso, José Edvar Simões, José Luiz Olaio Neto, Carlos Domingos Massoni. Entrenador: Togo Renan Soares
- Campeonato Mundial 1978: finalizó 3°  de 14 equipos.

Marcelo Vido, Fausto Cisotto Giannecchini, Ubiratan Pereira Maciel, Milton Setrini, Hélio Rubens García, Marcos Antônio Abdalla Leite, Gilson Trindade de Jesus, Marcel de Souza, Adilson de Freitas Nascimento, Eduardo Nilton Agra Galvão, Oscar Schmidt, Roberto Correa. Entrenador: Ary Ventura Vidal
- Campeonato FIBA Américas 2009: finalizó 1°  de 10 equipos.

Marcelinho Machado, Duda Machado, Diego Pinheiro, Carlos Olivinha, Alex Garcia, Marcelinho Huertas, Leandro Barbosa, Anderson Varejão, Guilherme Giovannoni, J.P. Batista, Jonathan Tavernari, Tiago Splitter. Entrenador: Moncho Monsalve
- Campeonato Mundial 2010: finalizó 9° de 24 equipos.

Marcelinho Machado, Nezinho dos Santos, Murilo Becker, Raulzinho Neto, Alex Garcia, Marcelinho Huertas, Leandro Barbosa, Anderson Varejão, Guilherme Giovannoni, J.P. Batista, Marquinhos Vieira, Tiago Splitter. Entrenador: Rubén Magnano
- Campeonato FIBA Américas 2011: finalizó 2°  de 10 equipos.

Marcelinho Machado, Nezinho dos Santos, Rafa Luz, Augusto Lima, Vítor Benite, Marcelinho Huertas, Alex Garcia, Rafael Hettsheimeir, Guilherme Giovannoni, Caio Torres, Marquinhos Vieira, Tiago Splitter. Entrenador: Rubén Magnano
- Juegos Olímpicos 2012: finalizó 5° de 12 equipos.

Marcelinho Machado, Raulzinho Neto, Caio Torres, Larry Taylor, Alex Garcia, Marcelinho Huertas, Leandro Barbosa, Anderson Varejão, Guilherme Giovannoni, Nenê, Marquinhos Vieira, Tiago Splitter. Entrenador: Rubén Magnano
- Campeonato FIBA Américas 2013: finalizó 9° de 10 equipos.

Arthur Silva, Rafa Luz, Raulzinho Neto, Larry Taylor, Vítor Benite, Marcelinho Huertas, Alex Garcia, Rafael Hettsheimeir, Guilherme Giovannoni, Caio Torres, Cristiano Felicio, J.P. Batista. Entrenador: Rubén Magnano
- Copa Mundial 2014: finalizó 6° de 24 equipos.

Marcelinho Machado, Raulzinho Neto, Rafael Hettsheimeir, Larry Taylor, Alex Garcia, Marcelinho Huertas, Leandro Barbosa, Anderson Varejão, Guilherme Giovannoni, Nenê, Marquinhos Vieira, Tiago Splitter. Entrenador: Rubén Magnano
- Campeonato FIBA Américas 2015: finalizó 9° de 10 equipos.

Ricardo Fischer, Rafa Luz, Augusto Lima, Deryk Ramos, Vítor Benite, Léonardo Meindl, Carlos Olivinha, Rafael Mineiro, Guilherme Giovannoni, J.P. Batista, Marquinhos Vieira, Marcus Vinicius Toledo. Entrenador: Rubén Magnano
- Juegos Olímpicos 2016: finalizó 9° de 12 equipos.

Raulzinho Neto, Cristiano Felício, Vítor Benite, Alex Garcia, Marcelinho Huertas, Guilherme Giovannoni, Nenê, Rafael Hettsheimeir, Marquinhos Vieira, Leandro Barbosa, Augusto Lima, Rafa Luz. Entrenador: Rubén Magnano
- Campeonato FIBA Américas 2017: finalizó 10° de 12 equipos.

Davi Rossetto, Bruno Caboclo, Lucas Dias, Lucas Mariano, Danilo Siqueira, Renan Lenz, Fúlvio de Assis, Rafael Mineiro, J.P. Batista, Léonardo Meindl, Jimmy de Oliveira, Georginho de Paula. Entrenador: César Guidetti
- Copa Mundial 2019: finalizó 13° de 32 equipos.

Yago dos Santos, Rafa Luz, Cristiano Felicio, Didi Louzada, Vítor Benite, Marcelinho Huertas, Alex Garcia, Anderson Varejão, Marquinhos Vieira, Augusto Lima, Leandro Barbosa, Bruno Caboclo. Entrenador: Aleksandar Petrović
- Torneo Preolímpico 2020 (Split): finalizó 2° de 6 equipos.

Yago dos Santos, Rafa Luz, Alex Garcia, Anderson Varejão, Vítor Benite, Marcelinho Huertas, Rafael Hettsheimeir, Léonardo Meindl, Lucas Dias, Bruno Caboclo, Lucas Mariano, Georginho de Paula. Entrenador: Aleksandar Petrović
- Campeonato FIBA Américas 2022: finalizó 2°  de 12 equipos.

Yago dos Santos, Rafa Luz, Cristiano Felicio, Didi Louzada, Vítor Benite, Marcelinho Huertas, Rafael Mineiro, Léonardo Meindl, Lucas Dias, Augusto Lima, Lucas Mariano, Georginho de Paula. Entrenador: Gustavo de Conti
- Copa Mundial 2023: finalizó 13° de 32 equipos.

Yago dos Santos, Cristiano Felicio, Vítor Benite, Marcelinho Huertas, Tim Soares, Gui Santos, Léonardo Meindl, Raulzinho Neto, Felipe Dos Anjos, Georginho de Paula, Bruno Caboclo, Lucas Dias. Entrenador: Gustavo de Conti

## Historial

### Copa Mundial
Resultado General: 2er puesto
| Copa Mundial de Baloncesto |
| --- |
| - 1950: 4° Lugar - 1954: - 1959: - 1963: - 1967: - 1970: - 1974: 6° Lugar - 1978: - 1982: 8° Lugar - 1986: 4° Lugar - 1990: 5° Lugar - 1994: 11° Lugar - 1998: 10° Lugar - 2002: 8° Lugar - 2006: 19° Lugar - 2010: 9° Lugar - 2014: 6° Lugar - 2019: 13° Lugar - 2023: 13° Lugar - 2027: TBD |

### Juegos Olímpicos
| Baloncesto en los Juegos Olímpicos |
| --- |
| - Berlín 1936: 10° Lugar - Londres 1948: - Helsinki 1952: 6° Lugar - Melbourne 1956: 6° Lugar - Roma 1960: - Tokio 1964: - México 1968: 4° Lugar - Múnich 1972: 7° Lugar - Montreal 1976: No calificó - Moscú 1980: 5° Lugar - Los Ángeles 1984: 9° Lugar - Seúl 1988: 5° Lugar - Barcelona 1992: 5° Lugar - Atlanta 1996: 6° Lugar - Sídney 2000: No calificó - Atenas 2004: No calificó - Pekín 2008: No calificó - Londres 2012: 5° Lugar - Río 2016: 9° Lugar - Tokio 2020: No calificó - París 2024: 7° Lugar |

### Campeonato FIBA Américas
| - 1980: 4° Lugar - 1984: - 1988: - 1989: - 1992: - 1993: 4° Lugar - 1995: - 1997: - 1999: 6° Lugar - 2001: - 2003: 7° Lugar - 2005: - 2007: 4° Lugar - 2009: - 2011: - 2013: 9° Lugar - 2015: 9° Lugar - 2017: 10° Lugar - 2022: - 2025: ? |

|2025: Clasificado

### Campeonato Sudamericano
| Campeonato Sudamericano de Baloncesto |
| --- |
| - 1930: - 1932: No calificó - 1934: 4° Lugar - 1935: - 1937: - 1938: 4° Lugar - 1939: - 1940: - 1941: 5° Lugar - 1942: 4° Lugar - 1943: No calificó - 1945: - 1947: - 1949: - 1953: - 1955: - 1958: - 1960: - 1961: - 1963: - 1966: - 1968: - 1969: - 1971: - 1973: - 1976: - 1977: - 1979: - 1981: - 1983: - 1985: - 1987: - 1989: - 1991: - 1993: - 1995: - 1997: 4° Lugar - 1999: - 2001: - 2003: - 2004: - 2006: - 2008: 4° Lugar - 2010: - 2012: 4° Lugar - 2014: - 2016: |

### Juegos Panamericanos
| Juegos Panamericanos | Juegos Panamericanos | Juegos Panamericanos | Juegos Panamericanos | Juegos Panamericanos | Juegos Panamericanos |
| -------------------- | -------------------- | -------------------- | -------------------- | -------------------- | -------------------- |
| - 1951:              |                      | - 1979:              |                      | - 2007:              |                      |
| - 1955:              |                      | - 1983:              |                      | - 2011: 5° Lugar     |                      |
| - 1959:              |                      | - 1987:              |                      | - 2015:              |                      |
| - 1963:              |                      | - 1991: 5° Lugar     |                      | - 2019: No calificó  |                      |
| - 1967: 7° Lugar     |                      | - 1995:              |                      | - 2023:              |                      |
| - 1971:              |                      | - 1999:              |                      | - 2027: ?            |                      |
| - 1975:              |                      | - 2003:              |                      |                      |                      |

## Palmarés

### Global
Copa Mundial FIBA
- Campeón (2): 1959, 1963
- Subcampeón (2): 1954, 1970
- Tercer lugar (2): 1967, 1978

Juegos Olímpicos
- Tercer lugar (3): 1948, 1960, 1964

### Continental
FIBA AmeriCup
- Campeón (4): 1984, 1988, 2005, 2009
- Subcampeón (3) 2001, 2011, 2022
- Tercer lugar (4): 1989, 1992, 1995, 1997

Juegos Panamericanos
- Campeón (6): 1971, 1987, 1999, 2003, 2007, 2015
- Subcampeón (2): 1963, 1983
- Tercer lugar (7): 1951, 1955, 1959, 1975, 1979, 1995, 2023

### Regional
Campeonato Sudamericano FIBA
- Campeón (18): 1939, 1945, 1958, 1960, 1961, 1963, 1968, 1971, 1973, 1977, 1983, 1985, 1989, 1993, 1999, 2003, 2006, 2010
- Subcampeón (13): 1935, 1947, 1949, 1953, 1966, 1969, 1976, 1979, 1981, 1991, 2001, 2004, 2016
- Tercer lugar (8): 1930, 1934, 1937, 1940, 1955, 1987, 1995, 2014